# Karl-Friedrich Stracke
Karl-Friedrich Stracke (* 22. Juni 1956 in Lichtenfels-Goddelsheim) ist ein deutscher Ingenieur. Vom 11. April 2011 bis 12. Juli 2012 war Stracke Vorstandsvorsitzender der Adam Opel AG. Er war als Chief Executive Officer (CEO) für das weltweite operative Geschäft von Opel/Vauxhall Motors verantwortlich.
Ab 1. April 2013 wird Stracke Präsident der Fahrzeugtechniksparte des Zulieferers Magna Steyr in Österreich.

## Leben
Strackes Karriere begann 1979 als Konstrukteur im Bereich Rohkarosserie. Nach einem betriebswirtschaftlichen Zweitstudium an der GM-Universität in Flint (Michigan) übernahm er 1984 Managementaufgaben im Bereich der Karosseriekonstruktion; ab 1991 leitete er diesen Bereich.
1993 wurde Stracke zum Chefingenieur der Fertigungsentwicklung für Pressen und Unterzusammenbauten ernannt; ab 1995 war er Fertigungsdirektor des Bochumer Opel-Werkes. 1999 kehrte Stracke als Direktor der Produktentwicklung nach Rüsselsheim zurück.
2004 wurde Stracke Executive Director für General Motors Europe Engineering; als solcher war er verantwortlich für die Opel/Vauxhall Motors-Produktentwicklung und die Saab-Produktkonstruktion in Trollhättan. Ab 2006 wurde seine Verantwortung erweitert auf die Produktentwicklung aller GM-Marken. 2008 übernahm er den Bereich Globale Fahrzeugintegration und Prüffelder aller GM-Marken. Seit 2009 war Stracke als Vice President für die globale Fahrzeugproduktentwicklung von GM verantwortlich.
Am 12. Juli 2012 teilte Opel mit, dass Stracke von seinem Amt als Vorstandsvorsitzender der Adam Opel AG zurücktritt. Ebenfalls wird er nicht mehr die Position des Präsidenten von General Motors Europe bekleiden. Stracke solle künftig Sonderaufgaben für GM übernehmen. An Strackes Stelle als Opel-Vorstandsvorsitzender wird der US-Amerikaner Steve Girsky treten.
Karl-Friedrich Stracke ist verheiratet und hat zwei Töchter.